# Чайка яванська
Чайка яванська (Vanellus macropterus) — вид птахів родини сивкових (Charadriidae). Ймовірно вимер в середині 20 століття.

## Поширення
Ендемік індонезійського острова Ява. Мешкав у болотах і дельтах річок на заході (на північному узбережжі) і на сході (на південному узбережжі). Востаннє його спостерігали в 1940 році. У серії експедицій, проведених між 2001 і 2012 роками, не вдалося знайти жодної особи, але є кілька непідтверджених повідомлень від місцевих жителів у районах Бекасі та Лумаджуанг. Повторне відкриття виду в районах з історичними записами вважається малоймовірним. Однак існують потенційно придатні території, які не були досліджені.

## Опис
У довжину він досягав 28 сантиметрів. Голова, горло і шия були чорні. Від лоба через основу дзьоба до горла тягнеться довга жовта плетенка. Нижня частина горла і грудей були сірі. Спина і крила були світло-коричневими, але махові пір'я були забарвлені в чорний колір. Надхвістя та верхня половина хвоста були білими. Решта хвоста була чорною з тугою білою кінцевою смугою. Живіт і стегна були чорні. Круп, підхвістя, крила та пахви були білими. Очі чорно-карими. Дзьоб був чорний, але тілесного кольору біля основи. Ноги були помаранчеві, а цівка жовта.